# Nowojorski Festiwal Filmów Polskich
Nowojorski Festiwal Filmów Polskich (ang. New York Polish Film Festival, skr. NYPFF) – doroczny festiwal filmowy organizowany w Nowym Jorku od 2005 roku, którego założeniem jest prezentacja osiągnięć i promocja kinematografii polskiej, umożliwienie nowojorskiej widowni kontaktu z polskim kinem, a także danie szansy polskim twórcom na to, by ich filmy zostały zaprezentowane w tak ważnym ośrodku kulturalnym, jakim jest Nowy Jork. W ramach imprezy prezentowane są filmy fabularne, krótkometrażowe, dokumentalne, animowane oraz eksperymentalne zrealizowane przez polskich twórców niezależnie od kraju, w jakim zostały wyprodukowane, jak również – poza konkursem festiwalowym – inne filmy związane z tematyką polską. Każdego roku organizatorzy festiwalu zapraszają z Polski twórców filmowych, którzy spotykają się z festiwalową publicznością. Nowojorski Festiwal Filmów Polskich jest największym na wschodnim wybrzeżu USA dorocznym wydarzeniem kulturalnym promującym i prezentującym polską sztukę filmową.

## Organizatorzy
Inicjatorką i organizatorem festiwalu jest Hanna Kosińska-Hartowicz, była druga reżyser, od lat 80. mieszkająca w Stanach Zjednoczonych. Stałą kontrybutorką imprezy jest Annette Insdorf, krytyk, znawczyni polskiego filmu, profesor i dziekan wydziału filmowego Uniwersytetu Columbia, na festiwalu prowadząca gale otwarcia i spotkania z twórcami, jak również wygłaszająca komentarze i zapowiedzi przed projekcjami. W historii imprezy współorganizatorami, sponsorami, partnerami i patronami poszczególnych edycji byli m.in. Stowarzyszenie Filmowców Polskich, Polski Instytut Sztuki Filmowej, Instytut Kultury Polskiej, Filmoteka Narodowa, Państwowa Wyższa Szkoła Filmowa, Telewizyjna i Teatralna im. Leona Schillera w Łodzi, Mistrzowska Szkoła Reżyserii Filmowej Andrzeja Wajdy, Fundacja Kościuszkowska, Telewizja Polska, Nowy Dziennik, Super Express USA, Dish Network, Żywiec Polish Beer, Bison Grass Vodka i Polskie Linie Lotnicze LOT. Honorowym patronatem festiwal obejmowali Andrzej Wajda, Konsulat Generalny RP w Nowym Jorku oraz Ministerstwo Kultury i Dziedzictwa Narodowego.

## Selekcja filmów
Warunkiem uczestnictwa filmów fabularnych w konkursie głównym jest ich premierowy pokaz w Stanach Zjednoczonych. Filmy zgłoszone na NYPFF nie mogą być rozpowszechniane w USA przed końcem festiwalu w kinach ani w telewizji. Pokazy na innych festiwalach, prywatne oraz prasowe są akceptowane. Filmy zrealizowane w innym języku niż angielski muszą mieć napisy w języku angielskim.

## Nagrody
Nagrodą główną festiwalu jest Krzysztof Kieslowski „Beyond Borders” Award (Nagroda „Ponad Granicami” im. Krzysztofa Kieślowskiego) przyznawana dla filmu fabularnego, „którego przesłanie przekracza granice”, począwszy od drugiej edycji konkursu w 2006 roku. Innymi przyznawanymi nagrodami są Beyond Borders Award dla najlepszego filmu krótkometrażowego (od 2007), Beyond Borders Award dla najlepszego dokumentu (od 2008) oraz New York’s Audience Award (nagroda publiczności, od 2005). Jury festiwalu przyznaje także każdego roku specjalne wyróżnienia, w 2005 przyznano jednorazowo nagrodę za najlepszą etiudę studencką PWSFTviT ufundowaną przez Fundację Kościuszkowską, w 2008 dwie nagrody specjalne – dla filmu i za kreację aktorską, zaś w 2010 – nagrodę honorową za całokształt. Podczas siódmej edycji festiwalu w 2011 przedstawione zostały dwie nowe kategorie – najlepszy debiut reżyserski (Beyond Borders Award) oraz najlepsza aktorka (Nagroda im. Elżbiety Czyżewskiej), zaś rok później dwie kolejne – za scenariusz (Beyond Borders Award) i rolę męską (Nagroda im. Elżbiety Czyżewskiej). Laureaci nagrody głównej drugiej, trzeciej oraz czwartej edycji festiwalu otrzymali statuetki autorstwa polonijnich rzeźbiarzy – Krystyny Spisak-Madejczyk (2005–2006) i Adama Czekańskiego (w 2007). W pozostałych latach nagrodzonym wręczano pamiątkowe tabliczki lub dyplomy.

## Plakaty
Każdego roku do zaprojektowania oficjalnych plakatów promujących imprezę zapraszani są znani polscy artyści plastycy. Twórcami plakatów poszczególnych edycji festiwalu byli dotychczas: Rafał Olbiński (2005 i 2011), Ryszard Horowitz (2006 i 2012), Andrzej Dudziński (2007), Rosław Szaybo (2008), Andrzej Pągowski (2009) oraz Stanisław Młodożeniec (2010).

## Edycje festiwalu

### 2005
Pierwsza edycja festiwalu odbyła się w dniach 5-11 maja 2005 r. Gala otwarcia miała miejsce w kinie Gildii Reżyserów Amerykańskich, zaś projekcje filmów w Anthology Film Archives na Manhattanie. Patronat honorowy nad imprezą został objęty przez Konsulat Generalny RP w Nowym Jorku oraz polskie Ministerstwo Kultury. W programie imprezy znalazły się filmy fabularne: Julia wraca do domu Agnieszki Holland, Cud w Krakowie Diany Groo, Krew z nosa Dominika Matwiejczyka, Pan Tadeusz Andrzeja Wajdy, Ono Małgorzaty Szumowskiej, Symetria Konrada Niewolskiego, Ubu Król Piotra Szulkina i Warszawa Dariusza Gajewskiego oraz filmy krótkometrażowe: Dzieci z Leningradzkiego Andrzeja Celińskiego i Hanny Polak oraz Sztuka spadania Tomasza Bagińskiego. Ponadto w ramach festiwalu wyświetlano etiudy operatorskie studentów PWSFTviT.
Nagrodę publiczności otrzymały ex aequo obrazy Julia wraca do domu oraz Warszawa, zaś nagrodę dla najlepszej etiudy ufundowaną przez Fundację Kościuszkowską – Gerszom w reżyserii Jacka Podgórskiego.
W ramach festiwalu zorganizowany został także przegląd filmów Elżbiety Czyżewskiej. Oprócz klasyków kina polskiego, takich jak Wszystko na sprzedaż Andrzeja Wajdy, Niekochana Janusza Nasfetera, Gdzie jest generał... Tadeusza Chmielewskiego, Giuseppe w Warszawie Stanisława Lenartowicza, Żona dla Australijczyka Stanisława Barei, Rękopis znaleziony w Saragossie Wojciecha Jerzego Hasa czy Rysopis Jerzego Skolimowskiego, wyświetlane były także etiudy szkolne PWSFTviT z udziałem aktorki, które nie były nigdy wcześniej pokazywane publicznie, oraz film dokumentalny STS 58 Agnieszki Osieckiej o teatrze studenckim, w którym Czyżewska stawiała swoje pierwsze kroki w zawodzie.

### 2006
Druga edycja NYPFF odbyła się w dniach 5-12 maja 2006 r. Honorowy patronat nad festiwalem objął Andrzej Wajda. Gala otwarcia, podobnie jak rok wcześniej, odbyła się w kinie Gildii Reżyserów Amerykańskich, zaś pokazy filmów w teatrach Anthology Film Archives, Galapagos Art Space i Symphony Space. W ramach konkursu festiwalowego zaprezentowano filmy fabularne z lat 2004–2005: Mój Nikifor Krzysztofa Krauzego, Komornik, Feliksa Falka, Wesele Wojciecha Smarzowskiego, Rozdroże Cafe Leszka Wosiewicza, Tulipany Jacka Borcucha, Doskonałe popołudnie Przemysława Wojcieszka, Oda do radości Jana Komasy, Macieja Migasa i Anny Kazejak-Dawid, Skazany na bluesa Jana Kidawy-Błońskiego, film etiudowy Solidarność, Solidarność..., a także dwie starsze produkcje nie pokazywane wcześniej w USA: Kronikę wypadków miłosnych Andrzeja Wajdy oraz Wodzireja Feliksa Falka. Ponadto, w związku z obchodami 10-lecia śmierci Krzysztofa Kieślowskiego, zaprezentowany został film dokumentalny Rozmowa z Krzysztofem Kieślowskim Andreasa Voigta i Lothara Kompatzkiego.
Dodatkowo w ramach festiwalu zaprezentowany został program The Best of Polish Animation, w którym odbyły się pokazy retrospektywne twórczości dwóch polskich kreatorów krótkometrażowych animacji, Zbigniewa Rybczyńskiego (m.in. Tango, zdobywca Oscara za najlepszy krótkometrażowy film animowany, i teledysk do utworu Imagine Johna Lennona) oraz Mariusza Wilczyńskiego (m.in. Niestety, zdobywca Złotego Hugo na festiwalu filmowym w Chicago, i Wśród nocnej ciszy, laureat Europejskiego Festiwalu Filmów Niezależnych). Przegląd zaowocował zaproszeniem Wilczyńskiego na indywidualny pokaz jego filmów w nowojorskim Museum of Modern Art.
Nagrodę główną, Beyond Borders Award, jury festiwalowe przyznało obrazowi Doskonałe popołudnie. Specjalne wyróżnienia otrzymały filmy Mój Nikifor, Tulipany, Rozmowa z Krzysztofem Kieślowskim oraz animacje Mariusza Wilczyńskiego.

### 2007
Festiwal odbył się w dniach 9-13 maja 2007 r. Projekcje filmów, podobnie jak w latach poprzednich, miały miejsce w teatrze Gildii Reżyserów Amerykańskich oraz w Anthology Film Archives. Honorowy patronat nad imprezą objęli minister kultury i dziedzictwa narodowego, Kazimierz Michał Ujazdowski oraz Prezydent Fundacji Kościuszkowskiej, Joseph E. Gore. W konkursie głównym wyświetlane były filmy: Co słonko widziało Michała Rosy, Z odzysku Sławomira Fabickiego, Chaos Xawerego Żuławskiego, Po sezonie Janusza Majewskiego, Samotność w sieci Witolda Adamka, Persona non grata Krzysztofa Zanussiego, Kto nigdy nie żył… Andrzeja Seweryna oraz Przebacz Marka Stacharskiego. Ponadto w ramach specjalnych projekcji wyświetlono Kopię mistrza Agnieszki Holland, dwa amerykańskie filmy dokumentalne: The Rape of Europa Richarda Berge, Nicole Newnham i Bonni Cohen oraz Zdrada: walka o Warszawę Andrew Rothsteina, a także filmy krótkometrażowe studentów polskich szkół filmowych: PWSFTviT, Mistrzowskiej Szkoły Filmowej Andrzeja Wajdy oraz Wydziału Radia i Telewizji Uniwersytetu Śląskiego.
Nagrody Beyond Borders otrzymały obrazy Persona non grata (w kategorii najlepszego filmu fabularnego) oraz Trójka do wzięcia Bartka Konopki (dla najlepszego filmu krótkometrażowego), zaś Nagrodę Publiczności Nowojorskiej zdobył film Co słonko widziało. Specjale wyróżnienia jury przyznało filmom studenckim: Melodramat Filipa Marczewskiego, Na działce Thierry Paladino, Miasto ucieczki Wojciecha Kasperskiego, Za płotem Marcina Sautera oraz Rendez-vous Marcina Janosa Krawczyka.
Poza festiwalem odbyły się imprezy towarzyszące: pokaz filmów animowanych Mariusza Wilczyńskiego w Museum of Modern Art, wieczór muzyczno-filmowy w Europa Club na Brooklynie (w programie którego znalazł się koncert Michała Urbaniaka z gościnnym udziałem Miki Urbaniak, jak również projekcja filmu animowanego Andrzeja Czeczota Eden z muzyką Michała Urbaniaka) oraz wieczór muzyczno-filmowy w Galapagos Art Space na Brooklynie.

### 2008

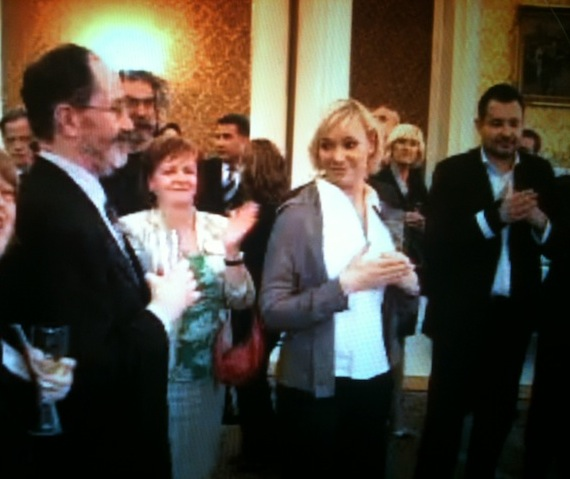
Sonia Bohosiewicz podczas czwartej edycji festiwalu

Czwarta edycja festiwalu odbyła się w dniach 9-13 maja 2008 r. Gala otwarcia miała miejsce w Konsulacie Generalnym RP w Nowym Jorku, który objął też patronat honorowy nad imprezą, zaś projekcje filmów w Anthlogogy Film Archives (z wyjątkiem pokazu specjalnego filmu Katyń Andrzeja Wajdy, który odbył się w Museum of Modern Art). Wśród filmów wyselekcjonowanych do programu głównego znalazły się Plac Zbawiciela Krzysztofa Krauzego i Joanny Kos-Krauze, Bezmiar sprawiedliwości Wiesława Saniewskiego, Jasminum Jana Jakuba Kolskiego, Sztuczki Andrzeja Jakimowskiego, Pora umierać Doroty Kędzierzawskiej, Jutro idziemy do kina i Statyści – oba Michała Kwiecińskiego, Rezerwat Łukasza Palkowskiego oraz Summer Love Piotra Uklańskiego. W ramach specjalnych projekcji wyświetlony został także film Katyń Andrzeja Wajda. Po raz pierwszy przedstawiona została kategoria konkursowa filmów dokumentalnych. W jej ramach zaprezentowano: Słońce i cień Jana Holoubka, Kredens Jacoba Dammasa, Gdzie rosną poziomki Anny Ferens, Wierszalin Francesco Carrozzini oraz Matki i córki Ignacego Szczepańskiego. Przed każdym filmem pełnometrażowym, podobnie jak w latach poprzednich, prezentowano etiudę studencką lub film krótki.
Beyond Borders Award w kategorii filmu fabularnego przyznano Sztuczkom, w kategorii dokumentu filmowi Gdzie rosną poziomki, zaś w kategorii filmu krótkometrażowego obrazowi Aria Diva Agnieszki Smoczyńskiej. Nagrodę publiczności otrzymał film Statyści. Dodatkowo, „za wyjątkowo wrażliwe potraktowanie trudnego i głęboko humanistycznego tematu”, jury przyznało nagrodę specjalną obrazowi Pora umierać, natomiast za „wulkaniczną kreację w filmie Rezerwat” wyróżniono aktorkę Sonię Bohosiewicz.

### 2009
Piąta edycja festiwalu odbyła się w dniach 5-10 maja 2009 r. Ceremonie otwarcia i rozdania nagród (jak również projekcje nagrodzonych filmów) zorganizowano w Museum of Modern Art, zaś pokazy festiwalowe w Anthology Film Archives. Honorowy patronat ponownie objął reżyser Andrzej Wajda. W programie imprezy wyświetlono filmy fabularne: Senność Magdaleny Piekorz, Boisko bezdomnych Kasi Adamik, Lekcje pana Kuki Dariusza Gajewskiego, 33 sceny z życia Małgorzaty Szumowskiej, Aleja gówniarzy Piotra Szczepańskiego, 0 1 0 Piotra Łazarkiewicza, Serce na dłoni Krzysztofa Zanussiego, Cztery noce z Anną Jerzego Skolimowskiego oraz Droga do raju Gerwazego Reguły. W programie pełnometrażowych filmów dokumentalnych zaprezentowano: Stolik Bartosza Blaschke, Trzech kumpli Anny Ferens i Ewy Stankiewicz, Latawce Beaty Dzianowicz oraz Po-lin. Okruchy pamięci Jolanty Dylewskiej. Ponadto wyświetlono kilkanaście filmów krótkometrażowych (fabularnych, dokumentalnych i animowanych). W ramach specjalnej projekcji pokazano również film dokumentalny Sekret Rhondy Byrne w wersji polskojęzycznej.
Nagrody Beyond Borders otrzymały obrazy: Cztery noce z Anną (dla najlepszego filmu fabularnego), Po-lin. Okruchy pamięci (dla dokumentu) oraz animacja Refreny Wioli Sowy (dla filmu krótkometrażowego). Nagrodę publiczności przyznano Senności, zaś specjalne wyróżnienie dokumentowi Trzech kumpli.

### 2010
Szósta edycja NYPFF odbyła się w dniach 30 kwietnia – 4 maja 2010 r. Miejscem otwarcia festiwalu był Konsulat Generalny RP, zaś kinem festiwalowym – Anthology Film Archives. Honorowy patronat objął Andrzej Wajda. Filmami fabularnymi wyselekcjonowanymi do udziału w konkursie były: Mniejsze zło Janusza Morgensterna, Generał Nil Ryszarda Bugajskiego, Wszystko, co kocham Jacka Borcucha, Wojna polsko-ruska Xawerego Żuławskiego, Mała Moskwa Waldemara Krzystka, Tatarak Andrzeja Wajdy, Czarny Dominika Matwiejczyka oraz Rewers Borysa Lankosza. Filmami dokumentalnymi zaprezentowanymi na festiwalu były: Królik po berlińsku Bartosza Konopki, Chwilami życie bywa znośne Katarzyny Kolendy-Zaleskiej, Tam, gdzie słońce się nie śpieszy Mateja Borbika, Matka Jakuba Piątka oraz Pogodna Renaty Gabryjelskiej. W programie imprezy znalazł się tylko jeden krótkometrażowy film niedokumentalny − animacja Esterhazy Izabeli Plucińskiej.
Nagrody Beyond Borders przyznano obrazom Wszystko, co kocham (za film fabularny) oraz Tam, gdzie słońce się nie śpieszy (za dokument), nagrodę publiczności − Mniejszemu złu, zaś specjalne wyróżnienia − Czarnemu oraz dokumentowi Życie czasami bywa znośne. Po raz pierwszy przyznano też nagrodę honorową − otrzymał ją za całokształt twórczości Janusz Morgenstern.
W związku z jubileuszem 50-lecia działalności artystycznej Janusza Morgensterna i przyznaniem mu nagrody honorowej na festiwalu, zorganizowano także dodatkowe projekcje filmów reżysera. Poza Mniejszym złem prezentowanym w programie konkursowym, wyświetlano również obrazy Do widzenia, do jutra oraz Żółty szalik.
Ponadto, dla uczczenia ofiar katastrofy smoleńskiej, zorganizowano specjalne pokazy filmu Katyń Andrzeja Wajdy oraz dokumentu Andrzej Wajda: Róbmy zdjęcie Thierrego Paladino, nakręconego podczas realizacji Katynia.

### 2011
Siódma edycja festiwalu odbyła się w dniach 4-8 maja 2011 r. Miejscem pokazów filmowych było kino Anthology Film Archives. Patronem honorowym ponownie wybrano Andrzeja Wajdę. W programie filmów fabularnych znalazło się jedynie 6 filmów: Essential Killing Jerzego Skolimowskiego, Ewa Adama Sikory i Ingmara Villqista, Erratum Marka Lechkiego, Jak się pozbyć cellulitu Andrzeja Saramonowicza, Mała matura 1947 Janusza Majewskiego oraz Różyczka Jana Kidawy-Błońskiego. Selekcja filmów dokumentalnych i krótkometrażowych liczyła 20 pozycji – głównie etiud szkolnych studentów polskich uczelni filmowych.
Nagrody Beyond Borders otrzymały obrazy: Erratum (dla filmu fabularnego), Co mogą martwi jeńcy Anny Ferens (dla dokumentu), Jutro mnie tu nie będzie Julii Kolberger (dla filmu krótkometrażowego) oraz Ewa (w nowej kategorii za debiut reżyserski w filmie fabularnym). Wyróżnienie specjalne jury przyznało etiudzie dokumentalnej Popatrz Adama Palenty. Po raz pierwszy przyznano także Nagrodę im. Elżbiety Czyżewskiej dla najlepszej aktorki. Otrzymała ją Barbara Lubos-Święs za rolę w filmie Ewa. Nagrodę publiczności za film fabularny zdobył Essential Killing, zaś w kategorii „film krótkometrażowy/ dokument” − etiuda fabularna Poza zasięgiem Jakuba Stożka.
W związku z 70-tą rocznicą urodzin i równocześnie 15-tą rocznicą śmierci Krzysztofa Kieślowskiego, siódma edycja festiwalu dedykowana była w szczególności filmowi niezależnemu, dokumentalnemu oraz krótkometrażowemu. Dodatkowo, organizatorzy uhonorowali pamięć reżysera przeglądem jego wczesnych filmów, na którym zaprezentowano etiudy szkolne zrealizowane podczas studiów Kieślowskiego na PWSFTviT: Tramwaj, Urząd oraz Koncert życzeń, a także krótkometrażowe filmy dokumentalne: Z punktu widzenia nocnego portiera, Siedem kobiet w różnym wieku i Gadające głowy. Pokaz filmów został poprzedzony przedmową Annette Insdorf, krytyk filmowej, autorki książki Podwójne życie, powtórne szanse. O filmach Krzysztofa Kieślowskiego, przyjaciółki reżysera i wybitnej specjalistki w dziedzinie jego twórczości.

### 2012
Ósma edycja imprezy odbyła się w dniach 3-8 maja 2012 r. Głównym kinem festiwalowym było Indie Screen Theater w brooklyńskiej dzielnicy Williamsburg. Pokazy filmowe odbyły się również w Jewish Community Center na Manhattanie. Patronami honorowymi festiwalu zostali Andrzej Wajda oraz konsul generalna RP w Nowym Jorku. W sekcji filmów fabularnych zaprezentowano Uwikłanie Jacka Bromskiego, Salę samobójców Jana Komasy, W imieniu diabła Barbary Sass, Wydalonego Adama Sikory oraz Moją Australię Amiego Drozda. Podobnie jak przed rokiem, festiwal został zdominowany przez filmy dokumentalne i krótkometrażowe. Poza projekcjami konkursowymi, organizatorzy zorganizowali także przegląd etiud szkolnych studentów Mistrzowskiej Szkoły Reżyserii Andrzeja Wajdy, która obchodziła X-lecie – wiele z nich prezentowanych już na poprzednich edycjach festiwalu.